# Björnhult, Grönestad og Hästebäcken
Björnhult, Grönestad og Hästebäcken er en småort i Habo kommun i Jönköpings län i Sverige. I 2010 var indbyggertallet 106.